# Diocesi di Kurnool
La diocesi di Kurnool (in latino Dioecesis Kurnoolensis) è una sede della Chiesa cattolica in India suffraganea dell'arcidiocesi di Hyderabad. Nel 2021 contava 102.967 battezzati su 8.170.507 abitanti. È retta dal vescovo Johannes Gorantla, O.C.D.

## Territorio
La diocesi comprende i distretti di Kurnool, Nandyal, Anantapur e Sri Sathya Sai nello stato dell'Andhra Pradesh in India.
Sede vescovile è la città di Kurnool, dove si trovano la cattedrale di Nostra Signora di Lourdes e la concattedrale di Santa Teresa.
Il territorio è suddiviso in 65 parrocchie.

## Storia
La diocesi è stata eretta il 12 giugno 1967 con la bolla Munus apostolicum di papa Paolo VI, ricavandone il territorio dalla diocesi di Nellore.
Il 12 marzo 1977 ha ceduto una porzione di territorio, nel distretto di Prakasam, alla diocesi di Nellore.

## Cronotassi dei vescovi
Si omettono i periodi di sede vacante non superiori ai 2 anni o non storicamente accertati.
- Joseph Rajappa † (12 giugno 1967 - 18 gennaio 1988 nominato vescovo di Khammam)
- Mathew Cheriankunnel, P.I.M.E. † (18 gennaio 1988 succeduto - 16 luglio 1991 dimesso)
  - Sede vacante (1991-1993)
- Johannes Gorantla † (6 dicembre 1993 - 20 gennaio 2007 deceduto)
- Anthony Poola (8 febbraio 2008 - 19 novembre 2020 nominato arcivescovo di Hyderabad)
  - Sede vacante (2020-2024)
- Johannes Gorantla, O.C.D., dal 27 febbraio 2024

## Statistiche
La diocesi nel 2021 su una popolazione di 8.170.507 persone contava 102.967 battezzati, corrispondenti all'1,3% del totale.
| anno | popolazione | popolazione | popolazione | presbiteri | presbiteri | presbiteri | presbiteri                | diaconi | religiosi | religiosi | parrocchie |
| anno | battezzati  | totale      | %           | numero     | secolari   | regolari   | battezzati per presbitero | diaconi | uomini    | donne     | parrocchie |
| ---- | ----------- | ----------- | ----------- | ---------- | ---------- | ---------- | ------------------------- | ------- | --------- | --------- | ---------- |
| 1970 | 33.200      | 3.568.000   | 0,9         | 36         | 35         | 1          | 922                       |         | 1         | 60        |            |
| 1980 | 43.096      | 3.627.000   | 1,2         | 48         | 31         | 17         | 897                       |         | 19        | 87        | 30         |
| 1990 | 50.160      | 4.959.510   | 1,0         | 48         | 37         | 11         | 1.045                     |         | 15        | 140       | 34         |
| 1999 | 56.226      | 5.168.226   | 1,1         | 64         | 33         | 31         | 878                       |         | 34        | 287       | 43         |
| 2000 | 58.990      | 5.274.477   | 1,1         | 82         | 40         | 42         | 719                       |         | 50        | 274       | 44         |
| 2001 | 62.546      | 5.888.477   | 1,1         | 78         | 39         | 39         | 801                       |         | 51        | 316       | 45         |
| 2002 | 65.214      | 6.452.897   | 1,0         | 92         | 47         | 45         | 708                       |         | 249       | 334       | 46         |
| 2003 | 67.785      | 7.151.570   | 0,9         | 99         | 55         | 44         | 684                       |         | 287       | 344       | 48         |
| 2004 | 69.413      | 7.838.192   | 0,9         | 106        | 56         | 50         | 654                       |         | 316       | 331       | 48         |
| 2013 | 97.524      | 9.246.000   | 1,1         | 127        | 60         | 67         | 767                       |         | 142       | 416       | 52         |
| 2016 | 67.123      | 8.229.916   | 0,8         | 109        | 51         | 58         | 615                       |         | 118       | 419       | 56         |
| 2019 | 68.665      | 8.578.990   | 0,8         | 128        | 51         | 77         | 536                       |         | 137       | 466       | 58         |
| 2021 | 102.967     | 8.170.507   | 1,3         | 136        | 56         | 80         | 757                       |         | 82        | 465       | 65         |